# Amphiprion bicinctus
Amphiprion bicinctus – gatunek morskiej ryby z rodziny garbikowatych zaliczana do błazenków, nazywana błazenkiem dwupręgim. Bywa hodowana w akwariach morskich. 

## Występowanie
Morze Czerwone, zachodnia część Oceanu Indyjskiego.
Dorasta do 14 cm długości.